# Monice (osada)
Monice – osada w Polsce położona w województwie łódzkim, w powiecie sieradzkim, w gminie Sieradz.
Miejscowość utworzono 1 stycznia 2013.